# Forno d'Allione
Forno d'Allione (conosciuta anche come Forno Allione) è una frazione del comune di Berzo Demo e Malonno, in media Val Camonica, provincia di Brescia.

## Geografia fisica
La località è pianeggiante ed è posta nella valle formata dal torrente Allione ed il fiume Oglio.

## Storia
Già fin dal XVII secolo venne costituto un altoforno nella zona, per lavorare i minerali raccolti nella valle del torrente Allione o di Paisco Loveno. Intorno alla metà del XIX secolo vi fu un risveglio dell'attività industriale nella zona, con l'installazione presso la località di una fabbrica di esplosivi. La zona rimase caratterizzata dalla presenza industriale, associate al vicino comune di Berzo Demo.

### Etimologia del nome
La nomenclatura del torrente sul quale nasce la frazione deriva dall'evoluzione della parola "vallis", divenuta poi "valleone" e quindi poi "Allione". La presenza degli altiforni, associati al corso d'acqua, ha dato il nome alla località.

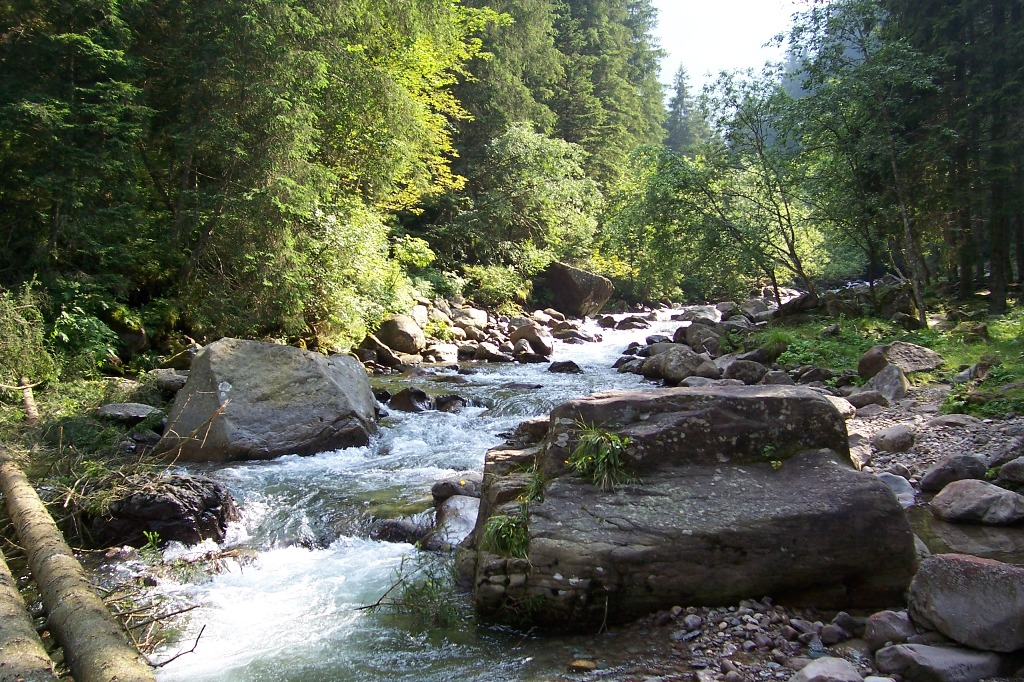
Il torrente Allione, dal quale nasce il nome della località.

## Infrastrutture e trasporti

### Strade
Dalla frazione diparte la Strada statale 294 della Val di Scalve che porta al Passo del Vivione.

### Ferrovie
La frazione è servita dall'omonima stazione ferroviaria. La stazione fa parte della linea ferroviaria Brescia-Iseo-Edolo e serve principalmente il comune di Berzo Demo. A maggio 2024, la stazione di Forno d'Allione non effettua più alcun servizio viaggiatori.